# Чайлдерс, Эрскин
Роберт Эрскин Чайлдерс (англ. Robert Erskine Childers, 25 июня 1870[…], Мейфэр, Большой Лондон — 24 ноября 1922[…], Дублин, Ирландская Республика) — известный британский писатель, один из первых авторов в жанре шпионского детектива, участник ирландской национально-освободительной борьбы против британского владычества, а затем и гражданской войны, как сторонник полной независимости Ирландии. Автор книги 1903 года «Загадка песков» (англ. The Riddle of the Sands).

## Биография
Родился в семье востоковеда Роберта Цезаря Чайлдерса, отец четвёртого президента Ирландии Эрскина Гамильтона Чайлдерса. Двоюродный брат политика Хью Чайлдерса.
С 1895 по 1910 года работал клерком в британском парламенте, принял участие в англо-бурской войне. Затем стал поддерживать национально-освободительную борьбу ирландцев против британского владычества. В июле 1914 года на своей яхте он доставил ирландским добровольцам винтовки из Германии.
Но когда началась Первая мировая война, Чайлдерс поступил на британскую службу в качестве военного лётчика-наблюдателя.
Во время войны за независимость Ирландии Чайлдерс в 1921 году был избран в ирландский парламент от Шин Фейн и стал ирландским министром пропаганды. Затем он участвовал в переговорах по заключению англо-ирландского договора в декабре 1921 года.
Поскольку Чайлдерс не был согласен с уступками, на которые пошла ирландская сторона при подписании этого договора, в начавшейся гражданской войне он поддержал Ирландскую республиканскую армию. Его арестовали правительственные силы Ирландского Свободного государства. Он был обвинён в незаконном хранении револьвера и расстрелян по приговору военного суда.